# Chrysler Halcyon
Pour les articles homonymes, voir Halcyon (homonymie).
La Chrysler Halcyon est un concept-car développé par le constructeur automobile américain Chrysler, présenté le 13 février 2024.

## Caractéristiques
Le véhicule est alimenté par une batterie lithium-soufre de 800 volts. Ses formes extérieures et intérieures sont modernes. L'intérieur est équipé d'un volant et de pédales qui se connectent à une technologie incluse qui affichent diverses informations de conduite sur un écran de réalité augmentée. Un écran d'affichage vertical de 15,6 pouces peut également être transformé en tableau de bord ou rangé. Le véhicule est également équipé d'une version mise à jour de la technologie Stow N' Go de Chrysler. Les sièges du véhicule peuvent s'étendre et se rétracter pour une meilleure expérience d'assise confortable ainsi que pour contrôler et ajuster la température pour le conducteur et le passager,.
Un pare-brise en verre à 360 degrés offre au conducteur et aux passagers une vue panoramique, offrant au conducteur et à ses passagers une expérience de conduite plus immersive. Le pare-brise peut également être utilisé comme affichage tête haute, en réalité augmentée (abrégé AR HUD). L'AR HUD peut être utilisé pour afficher des informations sur la routes, telles que les problèmes de circulation à proximité, sans détourner les yeux de la route.
La Halcyon est promue par Chrysler comme une voiture fabriquée principalement à partir d'articles recyclés. Quelques exemples sont le nouveau logo ailé Chrysler illuminé par LED, ainsi que le volant, les inserts des sièges avant et les seuils de porte, qui sont tous fabriqués à partir de CD de musique recyclés,,. La PDG de Chrysler, Christine Feuell, a également déclaré : « Tous les éléments de conception sont modernes, élégants et aérodynamiques, avec l'utilisation de matériaux durables, et 95 % de l'intérieur est produit de manière durable ».

## Technologie
Le véhicule propose 4 modes de conduite : Prepare Mode, Entry Mode, Drive Mode et Exit Mode. Ces 4 modes ont tous des capacités et des commandes différentes. En Prepare Mode, un assistant virtuel Stellantis AI est proposé. L'Entry Mode utilise la reconnaissance biométrique et détecte si la personne est le propriétaire du véhicule. Il contrôle également le Stow n' Go. Il y a également de la place pour un petit espace de travail qui peut être utilisé pour « aller travailler » pendant que la voiture roule en autonomie. Le Drive Mode (également connu sous le nom d'autonomie STLA AutoDrive niveau 4) est une forme de conduite autonome. L'Exit Mode peut être utilisé pour déposer des passagers ou le conducteur et pour se garer en conduite autonome, détectant les piétons à proximité,.
La Halcyon est équipé d'un système de recharge à induction permettant de recharger les batteries sur les routes équipées, ce qui permet de proposer théoriquement une importante autonomie.